# Campylaspensis rowei
Campylaspensis rowei är en kräftdjursart som beskrevs av Mihai Bacescu och Zarui Muradian 1974. Campylaspensis rowei ingår i släktet Campylaspensis och familjen Nannastacidae. Inga underarter finns listade i Catalogue of Life.